# Домазет
Домазет („уљез, рора, припуз, допуз, бабо сук, дошло, призетко, доходац, привук, пришуљак, укућник“) је зет који живи у кући и имању женине породице. Положај зета у кући је подређен. Он је омаловажаван, што потврђују и називи (у наслову). Као дошљак (странац) био је под влашћу жене, њених родитеља и родбине. Доласком у кућу прихватао је обреде и култове породице у коју је дошао, а своје из родитељског дома је напуштао или спорадично одржавао. Понекад домазет није задржавао сопствено презиме, већ презиме куће у коју је се уселио или се саживљавао се са презименом које су му дали суседи. После смрти жениних родитеља добијао је нешто већа права, али је за веће измене у његовом положају било касно.
Данас постоји црногорско презиме Домазетовић, дио те породице се из Катунске нахије (Чево, код Цетиња) преселио у Херцеговину у 16. веку и тамо се јављају са презименом Домазет. Сматра се да је то презиме настало овим путем, мада има више различитих казивања о настанку имена породице Домазет(овић).
Домазетство је било уобичајена појава код становништава североисточне Србије, по Хрватској и Босни и Херцеговини.